# Kjell Askildsen
Kjell Askildsen (Mandal, Noruega, 30 de septiembre de 1929-23 de septiembre de 2021) fue uno de los grandes maestros del relato breve. Su primer libro, Heretter følger jeg deg helt hjem (Desde ahora te acompañaré a casa), publicado en 1953, fue aclamado por la crítica, y al tiempo prohibido por «inmoral» en la biblioteca pública de su ciudad natal, debido a su alto contenido sexual. 
Askildsen fue un escritor reconocido mundialmente y traducido a cerca de veinte lenguas. 
La crítica literaria en España dijo de él:
- «Todo un lirismo de la mejor especie (nada de poeticidades) y con deje sordo de ironía, una especie de forma escandinava del sarcasmo (naturalmente helada) que nos deja, tras leer estos cuentos, destemplados y como un poco al borde del abismo. Un abismo innombrado, silencioso, raro y amenazante» (José Fernández de la Sota, Pérgola).

- «Askildsen es un maestro consumado e indiscutible en el arte sombrío de reflejar un mundo tan poco razonable como absurdo. Tan inhabitable como dado a la costumbre o, si se prefiere, a ese "instinto de conservación, duro de roer", como él mismo lo definía». (Mercedes Monmany, ABCD las artes y las letras)

- «Él te da información y tú compones. Muy bien. Nos gusta componer. ¿Qué pasa? Tú mismo. Mola. En el relato 'Elisabeth' que hoy les colgamos pueden comprobarlo. Bien escondidos los sentimientos y al final te encuentras con una geometría en la que no sabes si el vértice es la madre, el hermano o la cuñada. Puede que todos. Y ahí tenemos talento». (Alejandro Gándara, Blog El Escorpión, elmundo.es)

- «Uno de los más respetables escritores noruegos vivos que lleva más de medio siglo como aséptico notario de la soledad y del solitario. De aquello que acecha a las personas solas, en pareja o en compañía. Su último libro de relatos editado en España, Los perros de Tesalónica, así lo confirma. Askildsen logra mostrar los miedos agazapados y la hibernación de los rencores, del cinismo de la maldad, de la infelicidad de la rutina y de los sentimientos que el ser humano esconde bajo bellas y formales palabras y gestos. Arrostra con pulso firme y elegante los fantasmas interiores que arrastran las personas en las situaciones normales. Da cuenta del tictac del desaliento emocional hasta convertirse en un gran escritor del relato». (Winston Manrique, Babelia)

- «Sobrio, conciso y claro como el hielo, pocos como el noruego Kjell Askildsen consiguen en muy pocas lineas retratar la llamada "sociedad del bienestar" como una aburrida estructura de consumidores que no consigue expresar ni un solo sentimiento. // Kjell Askildsen, autor famoso en su país y que ha suscitado críticas muy favorables con sus tres libros traducidos hasta la fecha [...], representa, a sus 77 años, un hito en la literatura contemporánea escandinava y europea. Sus señas de identidad literaria radican en la contención, la brevedad y la concisión formales y en la irónica, sarcástica y ácida visión de la realidad en lo sustancial». (José Luis Charcán, La Razón)

Todos sus libros hasta la fecha, excepto Todo como antes (Debolsillo), han sido publicados en la Editorial Lengua de Trapo y traducidos por Kirsti Baggethun y Asunción Lorenzo.

## Obra publicada en español
- Un vasto y desierto paisaje (Premio de la Crítica en Noruega 1983) (2002, Lengua de Trapo).[2]
- Últimas notas de Thomas F. para la humanidad (Premio de la Crítica en Noruega), que incluye Un repentino pensamiento liberador (Premio Riksmål 1987) (2003. Lengua de trapo).[3]
- Los perros de Tesalónica, (2006, Lengua de Trapo).[4]
- Desde ahora te acompañaré a casa, (2008, Lengua de Trapo).[5]
- Todo como antes (2008, Debolsillo) con prólogo de Julián Rodríguez. Incluye: Un vasto y desierto paisaje, Últimas notas de Thomas F. para la humanidad y Los perros de Tesalónica.[6]
- Cuentos, (2010, Lengua de Trapo). Cuentos reunidos (2010, Lengua de Trapo, Argentina).[7]